# Bolsoje Muraskinó-i járás

A Bolsoje Muraskinó-i járás a Nyizsnyij Novgorod-i területen

A Bolsoje Muraskinó-i járás (oroszul Большемурашкинский район) Oroszország egyik járása a Nyizsnyij Novgorod-i területen. Székhelye Bolsoje Muraskino.

## Népesség
- 1989-ben 13 867 lakosa volt.
- 2002-ben 12 585 lakosa volt.
- 2010-ben 10 508 lakosa volt, melynek 93,4%-a orosz, 3,4%-a csuvas.

A járás népessége az alábbiak szerint alakult:
| Lakosok száma | 39 939 | 15 830 | 13 867 | 11 609 | 10 508 | 10 241 | 10 127 | 9684 | 9491 | 10 434 |
|               | 1939   | 1970   | 1989   | 2008   | 2010   | 2013   | 2015   | 2017 | 2019 | 2021   |